# Temple protestant de Chartres
Le temple protestant de Chartres est un lieu de culte inauguré en 1887 et situé 20 rue Saint-Thomas à Chartres. La paroisse est membre de l'Église protestante unie de France.

## Histoire

### Sous l'Ancien régime
À la Renaissance, les idées neuves de la Réforme protestante se diffusent au sein de la bourgeoisie et des intellectuels humanistes de Chartres. Un des premiers martyrs est Roland Greslet, brûlé à Chartres en 1523. En 1525, le réformateur français Jean Calvin commence des études de droits à l'université d'Orléans. En 1528, le roi François Ier érige le comté de Chartres en duché au profit de sa belle sœur Renée de France. La princesse est acquise à la réforme dès les années 1530, et reçoit en 1536 Jean Calvin, avec lequel elle entretient une correspondance. Une petite communauté protestante s'organise à partir des années 1550. En juillet 1561, le premier pasteur connu est Hugues Renard.
Pendant les guerres de Religion, la ville passe du catholicisme au protestantisme[réf. nécessaire]. En 1568, durant le siège de Chartres, elle est attaquée par le prince Louis Ier de Bourbon-Condé, principal chef des huguenots. Le siège se conclut le 23 mars par la paix de Longjumeau, qui par met fin à la deuxième guerre de religion. Du 10 février au 19 avril 1591, le roi protestant Henri IV assiège à son tour la ville, tenue par la Ligue catholique. Après son abjuration deux ans plus tard, le roi se fait sacrer dans la cathédrale Notre-Dame de Chartres en 1594. En 1598 il promulgue l'édit de Nantes, qui institue la coexistence religieuse en France. Un temple est édifié à plus de 9 km de la cathédrale, comme le stipule l'édit.
En 1685, la région de Chartres subit les dragonnades. L'édit de Nantes est révoqué par la monarchie absolue avec l'édit de Fontainebleau de 1685.

### Depuis la Révolution
La liberté de conscience est instaurée avec l'article 10 de la Déclaration des droits de l'homme et du citoyen de 1789. La communauté protestante se réorganise dans le cadre des articles organiques relatif au Régime concordataire français.
Le temple protestant de Chartres est inauguré en 1887, sur les plans de l'architecte Armand Pierre Mouton. En 2017, est construit un nouveau parvis avec une rampe d'accès pour les handicapés,.
Les pasteurs sont Paulette Stiegelmann de 1976 à 1986, France Beydon de 1986 à 1993, Dina Rajohns de 2009 à 2020. Depuis 2020, le pasteur est Lionel Thébaud,,.